# André Simons
André Simons (Papendrecht, 1973) is een Nederlands voormalig korfballer. Hij speelde zijn volledige korfbalcarrière bij PKC waarmee hij meervoudig Nederlands kampioen werd. Daarnaast won hij ook goud namens het Nederlands korfbalteam.
Simons heeft 1 oudere (Erik Simons) en 1 jongere (Leon Simons) broer die ook bij PKC en Oranje korfbalden. Ze werden de Drie Daltons genoemd.

## Carrière bij PKC
In tegenstelling tot zijn 2 broers speelde André wel zijn complete carrière voor PKC.
In 1991, op 17 jarige leeftijd debuteerde André  in de hoofdmacht van PKC. Ondanks dat PKC zijn debuutwedstrijd verloor van DOS'46 met 13-11 voelde André zich als een vis in het water op het hoogste niveau.
In dienst van PKC won hij in totaal 10 Nederlands kampioenschappen, 5 op het veld en 5 in de zaal. Hij won 3 keer de Europacup, alhoewel dit er 4 hadden kunnen zijn ware het niet dat PKC als christelijke club niet wilde spelen op de editie van 1998 doordat de finale op zondag werd gespeeld.
Hij werd in zijn carrière 4 keer verkozen tot Korfballer van het Jaar.

## Erelijst
- Landskampioen zaalkorfbal, 5x (1997, 1998, 1999, 2001, 2005)
- Landskampioen veldkorfbal, 5x (1993, 1995, 2003, 2004, 2005)
- Europacup kampioen, 3x (1999, 2000, 2002)
- Korfballer van het Jaar, 4x  (1999, 2002, 2003, 2005)

## Oranje
Simons speelde 14 officiële interlands voor het Nederlands korfbalteam. Van deze 14 wedstrijden speelde hij er 2 op het veld en 12 in de zaal.
Simons won goud op het EK van 1998, waarbij hij zelf in de finale topscoorder werd met 8 treffers.